# European MALE RPAS
El sistema europeo de aeronaves pilotadas a distancia de altitud media y gran autonomía (MALE RPAS), también conocido como EuroMALE o Eurodrón, es un vehículo aéreo de combate no tripulado (UCAV) de tipo MALE y de doble turbohélice promovido por la OCCAR y adjudicado a Airbus Defence and Space GmbH, contando como colaboradores significativos a Airbus Defence and Space SAU, Dassault Aviation y Leonardo. Los usuarios principales serán las fuerzas armadas de Alemania, España, Francia e Italia, y está previsto realizar el primer vuelo en 2025 y entregar las primeras aeronaves en 2028. Es uno de los programas de defensa más importantes alcanzados en la Unión Europea.
Asimismo, el EuroMALE tendrá un importante rol en el proyecto FCAS, siendo interoperables ambos sistemas.

## Desarrollo
El 18 de mayo de 2015, Francia, Alemania e Italia lanzaron un estudio europeo MALE RPAS durante dos años, al que se unió España desde entonces, para definir sus capacidades operativas, requisitos del sistema y diseño preliminar. En noviembre de 2015, la gestión del programa se asignó a la agencia europea de adquisiciones de defensa OCCAR, con el apoyo de la Agencia Europea de Defensa (EDA) para la integración y certificación del programa. El estudio de definición debía contratarse en el primer semestre de 2016, y el desarrollo potencial y la producción apuntaban a una primera entrega en 2025.
En septiembre de 2016 se inició un estudio de definición de dos años. Airbus Defence and Space, Dassault Aviation y Leonardo presentaron una maqueta a gran escala en el ILA Berlin Air Show de abril de 2018. El 31 de octubre de 2018, OCCAR invitó a Airbus Defence and Space a presentar una licitación para el programa, para coordinar a los principales subcontratistas, Dassault y Leonardo. El 22 de noviembre, se logró la Revisión Preliminar del Diseño del Sistema, que permitió a las partes interesadas alinear sus requisitos y contratos en 2019.
A finales de mayo de 2019, Airbus presentó su oferta, pero la firma del contrato puede deslizarse de 2019 a 2020. En verano, el Senado francés criticó la plataforma como "demasiado pesada, demasiado cara y, por lo tanto, demasiado difícil de exportar". El primer vuelo está programado para 2025, antes de las primeras entregas para 2028 o 2029.

## Diseño

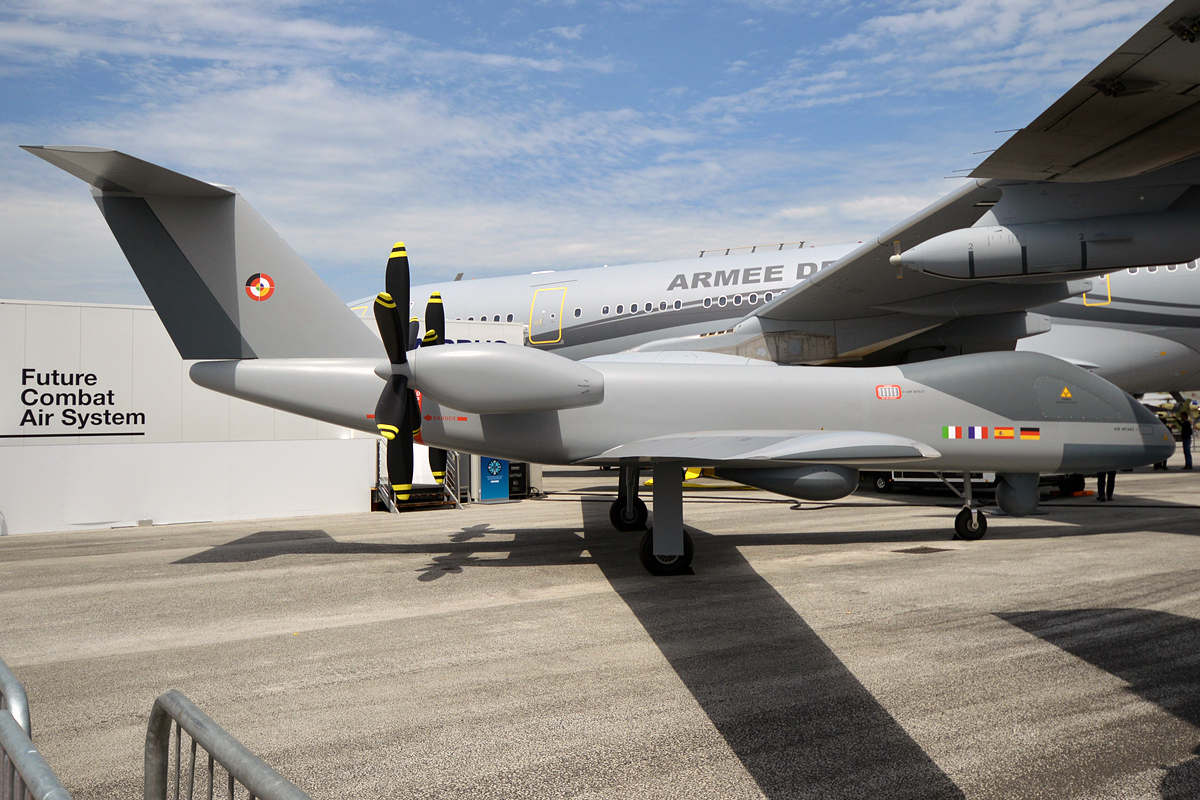
Vista lateral de una recreación de un EuroMALE.

Las misiones apuntadas son inteligencia de larga duración, vigilancia y reconocimiento y apoyo terrestre con armas guiadas de precisión. Los turbohélices gemelos están montados en una configuración de empujador detrás del ala, similar al Mantis de BAE Systems más pequeño, y un tercio más grande que el MQ-9 Reaper.
Los motores duales del dron eran una demanda de Alemania, que tenía la intención de usar el UAV para vigilar áreas urbanas domésticas y estaba preocupada de que una falla en el motor de un dron monomotor pudiera provocar que el dron se estrellara contra una casa. Francia, que tiene la intención de utilizar el sistema en el Sahel, ha criticado su costo y peso. Con 11.000 kg, pesa más del doble que un MQ-9 Reaper. Un legislador francés que supervisaba el proyecto RPAS, Christian Cambon, lo criticó por sufrir de "obesidad".

## Especificaciones
Datos de AeroNewsTV

### Características generales
- Capacidad: 2300 kg (5070 lb) de carga útil
- Longitud: 16 m (52 pies 6 pulgadas)
- Envergadura: 26 m (85 pies 4 pulgadas)
- Peso máximo al despegue: 11.000 kg (24.251 lb)

### Actuación
- Velocidad de crucero: 500 km / h (310 mph, 270 nudos)
- Techo de servicio: 13,700 m (44,900 pies)

### Armamento
- Armas guiadas de precisión

### Aviónica
- Bola de optrónica

## Operadores
Francia
- Ejército del Aire y del Espacio (Francia) - 12 drones (4 sistemas) en contrato[7]

 Alemania
- Luftwaffe (Alemania)- 21 drones (7 sistemas) en contrato[7]

 Italia
- Aeronautica Militare (Italia) - 15 drones (5 sistemas) en contrato[7]

 España
- Ejército del Aire y del Espacio (España) - 12 drones (4 sistemas) en contrato[7]